# Cuqui Bienzobas
Anastasio Bienzobas Ocáriz, (San Sebastián, Guipúzcoa, 2 de mayo de 1913- Ibidem, 15 de octubre de 1982) más conocido como Cuqui Bienzobas fue un futbolista español en las décadas de 1930 y 1940, en las que jugó en la Real Sociedad, Club Atlético Osasuna y Deportivo de la Coruña. Jugaba en el puesto de mediocentro. Era conocido por su apodo, Cuqui Bienzobas para distinguirlo de sus hermanos Custodio y Paco, futbolistas con los que coincidió en Real Sociedad y Osasuna. Tras su retirada como futbolista, fue entrenador llegando a dirigir al Deportivo de la Coruña, al CA Osasuna, SD Eibar o Pontevedra.

## Biografía
Anastasio Bienzobas era el tercero de la dinastía de futbolistas compuesta por los hermanos Bienzobas. Tras jugar primero en el Onena llegó en 1931 a la Real Sociedad de Fútbol, equipo donde ya militaban sus dos hermanos mayores Paco y Custodio. Sin embargo el joven de los Bienzobas no logró hacerse con un hueco en el equipo y abandonó la disciplina realista al finalizar la temporada 1931-32 tras haber jugado solo 2 partidos oficiales con la Real. Uno de ellos supuso su debut en la Primera división española el 20 de marzo de 1932.
Aunque Cuqui estuvo a punto de fichar por el Arenas Club de Guecho, finalmente los tres hermanos fueron traspasados conjuntamente en septiembre de 1932 al Club Atlético Osasuna que jugaba en la Segunda división española "Cuqui" era todavía jugador amateur. En Pamplona "Cuqui" logró hacerse con un puesto en el medio centro del equipo. "Cuqui" Bienzobas fue uno de los integrantes del histórico equipo de Osasuna que logró por primera vez en su historia ascender a la Primera división española en 1935 y fue titular durante la temporada de debut de los navarros en la Primera división en la temporada 1935-36. 
En la temporada 1935/36 se convirtió en uno de los medios centros más valorados del fútbol español. Se comenzó a especular sobre la futura internacionalidad de "Cuqui" Bienzobas. y se le valoró al finalizar la temporada como uno de los mejores jugadores del país en su puesto. 
. Sin embargo la internacionalidad no llegó aquella temporada y Osasuna acabó la temporada descendiendo de categoría.
El estallido de la guerra civil española en verano de 1936 sorprendió a "Cuqui" Bienzobas en un pueblecito de su Guipúzcoa natal, por lo que el jugador quedó en la parte republicana del país. En octubre de 1936 el jugador aparece en Bilbao, En 1937 "Cuqui" aparece formando parte de alineaciones en varios partidos amistosos de recaudación de fondos organizados por el Gobierno Vasco como parte de la Selección de Guipúzcoa, del equipo de ANV y de un combinado llamado equipo blanco. Fue uno de los jugadores que se presentaron voluntarios para la formación de la Selección de Euskadi, pero no fue seleccionado por Travieso por lo que el donostiarra no se marchó de gira al extranjero con la selección.
Una vez acabada la guerra, "Cuqui" se reintegró a la disciplina de Osasuna, jugando con los navarros las dos primeras temporadas de la posguerra en la Segunda división. Al finalizar la temporada 1940-41 varios equipos se interesaron por contratar al jugador donostiarra, el Deportivo de La Coruña, el Valencia CF y la Real Sociedad Finalmente Osasuna traspasó a "Cuqui" por 100.000 pesetas al Deportivo de la Coruña, equipo que iba a debutar en Primera. 
"Cuqui" fue una pieza básica del centro del campo del Deportivo de la Coruña durante la década de 1940. Jugó con los coruñeses entre 1941 y 1949, siendo partícipe del debut de los gallegos en la Primera división en 1941 En esas temporadas jugó 112 partidos con el Deportivo en la Primera división española marcando 2 goles. Con el Depor fue cuarto en la temporada de debut del equipo en Primera (1941-42) y vivió dos descensos de categoría en 1945 y 1947, así como dos nuevos ascensos en 1946 y 1948. En su última temporada, la de 1948-49 no llegó a jugar en la Liga. Se retiró como futbolista con 36 años de edad.
Su bagaje en Primera división fue en conjunto de 134 partidos y 2 goles.

## Selección nacional
"Cuqui" fue convocado como jugador suplente para un partido internacional de la Selección nacional de fútbol de España en enero de 1936, pero el jugador donostiarra no llegó a debutar nunca como internacional.

## Clubes
| Club                      | País   | Año       |
| ------------------------- | ------ | --------- |
| Onena                     | España | ¿? -1931  |
| Real Sociedad/Donostia FC | España | 1931-1932 |
| CA Osasuna                | España | 1932-1941 |
| Deportivo de La Coruña    | España | 1941-1949 |

## Títulos Regionales
| Título       | Club       | País   | Año  |
| ------------ | ---------- | ------ | ---- |
| Camp.Navarra | CA Osasuna | España | 1939 |

## Trivia
- En el debut de "Cuqui" en la Primera división española el 20 de marzo de 1932 coincidieron sobre el terreno de juego los tres hermanos Bienzobas jugando en las filas de la Real Sociedad.

## Carrera como entrenador
En 1949 obtuvo el título de entrenador nacional en la I promoción del curso de entrenadores de categoría nacional y se retiró como futbolista. Dirigió al Deportivo de la Coruña en Primera División durante los últimos tres partidos de la temporada 1948-49. Continuó en esta nueva faceta con la UD Orensana, equipo debutante en la Segunda división española al que logró clasificar en un meritorio séptimo puesto. Luego pasaó a entrenar a su exequipo, el CA Osasuna 2 temporadas consecutivas aunque no logró ascender a los navarros a Primera división. También dirigió al Caudal Deportivo en la temporada 1953-54 y el inicio de la siguiente.
Pasó a entrenar al juvenil del Deportivo de La Coruña hasta que, en 1955, fichó por el CD Orense, equipo situado en la Tercera división española que había venido a sustituir a la desaparecida Orensana. Bienzobas entrenó al club durante tres temporadas, clasificando al equipo en las tres ocasiones para disputar el play-off de ascenso a Segunda división, aunque no tuvo éxito en ninguna de las tres ocasiones. En la temporada 1958/59 entrenó a la SD Eibar en Tercera División. Su último club fue el Pontevedra entre 1960 y 1962.

### Clubes como entrenador
| Club                      | País   | Año       |
| ------------------------- | ------ | --------- |
| Deportivo de la Coruña    | España | 1949      |
| UD Orensana               | España | 1949-1950 |
| CA Osasuna                | España | 1950-1952 |
| Caudal Deportivo          | España | 1953-1954 |
| CD Ourense                | España | 1955-1958 |
| SD Eibar                  | España | 1958-1959 |
| Pontevedra Club de Fútbol | España | 1960-1962 |